# ホワイトホール・ターミナル
座標: 北緯40度42分09秒 西経74度00分46秒 / 北緯40.702472度 西経74.012833度

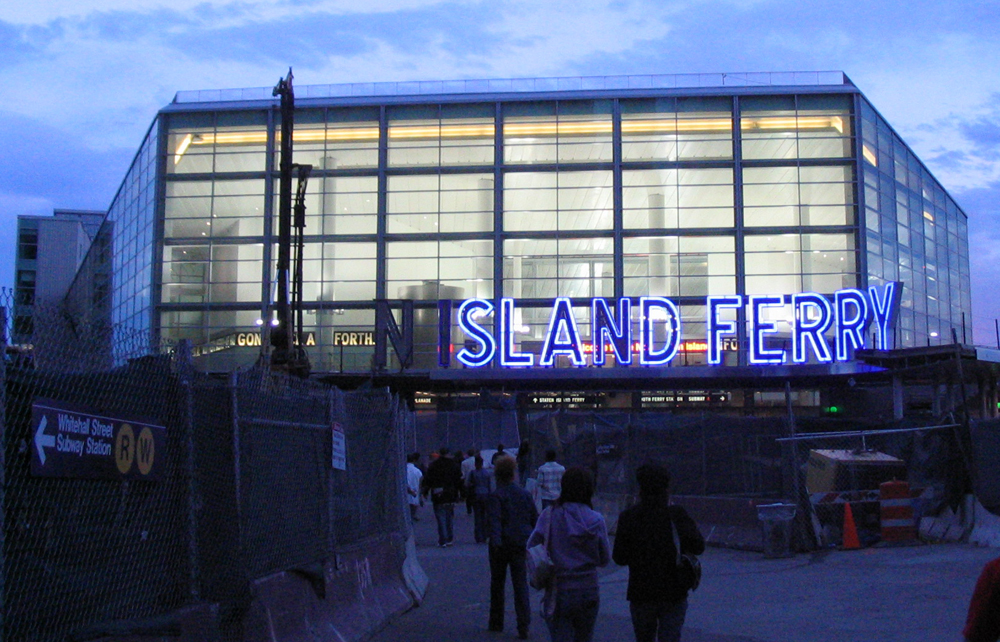
スタテン・アイランド・フェリー・ホワイトホール・ターミナル

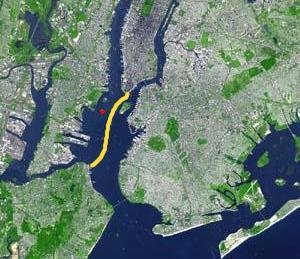
ホワイトホール・ターミナルからスタテン・アイランドへのフェリー・ルート

スタテン・アイランド・フェリーのホワイトホール・ターミナル (Whitehall Terminal) は、ニューヨーク市ロウアー・マンハッタンのサウス・フェリー地区にあるフェリー・ターミナルである。サウス・ストリートの角、ホワイトホール・ストリート4号に所在する。スタテン・アイランド・フェリーはマンハッタン島とスタテン島を結ぶフェリーである。全改修された後、2005年2月に再開業し、フェリー、バス、地下鉄、タクシー、そして自転車用車線の集まる主要交通ハブとなっている。このフェリーは、マンハッタン島のホワイトホール・ターミナルとスタテン島のセント・ジョージ・ターミナルの間を航行する。

## 歴史
元々この場所にあったフェリー・ターミナルは、"ホワイトホール・ストリート・フェリー・ターミナル" (Whitehall Street Ferry Terminal) と呼ばれていた。これはブルックリン、ガバナーズ島、スタテン島、およびウィーホーケンへの高架鉄道ターミナルであった。しかし、地下鉄および車の普及によって高架鉄道は廃止されてゆき、この場所には主にスタテン・アイランド・フェリーのためのターミナルが建てられることとなった。地方行政機関Department of Docks and Ferriesの管轄の下、このフェリーは1905年10月25日に開業した。"ミュニシパル・フェリー・ターミナル" (Municipal Ferry Terminal) は、ジョージ・マクレラン市長時代の1908-1909年に、Walker and Morrisの建築事務所設計で建設された。
それ以前は、1700年代にはフェリー・サービスが個人業者によって（後には会社によって）私有ボートを使って提供されていたが、1901年6月14日のフェリー事故が決定的な理由となり、フェリー運営は公共輸送システムとして市の管理下におかれることになった。
旧ホワイトホール・ターミナルは機能重視の設計で、その簡素な外観はアメリカ建築家協会によって世界で最も平凡な喜びの入口 (the world's most banal portal of joy) と評された。1991年に火事によってこのターミナルは損壊し、40年間計画されては延期されてきた建て替え工事を行うこととなった。工事は、建設地のフェリーおよび地下鉄のサービスを継続しながらも行うという困難なものであった。
1992年、ニューヨーク市経済開発会社は施設建て替えの国際コンペティションを行い、ターミナルの設計はヴェンチューリ＝スコット・ブラウン・アンド・アソシエイツが選ばれた。他の参加者にはラファエル・ヴィニオリ、アルド・ロッシ、Polshek Partners、そしてSOMなどがいたが、彼らが打ち出したかまぼこ型天井のウェイティング・ルーム（グランド・セントラル駅よりも高い）、世界一大きな時計になっていたであろう港に面した巨大な電子的ファサードなどの設計はスタテン・アイランドの地域当局から許可が下りなかった。
旧ホワイトホール・ターミナル建築設計ディレクターのRonald EvittsとFred Schwartzは高さ90-フート (27 m)のエントランスホール、ニューヨーク港を眺望できる50%大きいウェイティングルームを備えた19,000-平方フート (1,800 m2)の建物を要求し、結果的に設計に盛り込まれた。最終的に、港湾の眺めが見渡せる屋上展望スペースが、太陽電池が敷かれた天蓋、デニス・アダムス作の"Slips"と呼ばれるパーセント・フォー・アート（地方自治体が設置を主導するパブリックアート）インスタレーション、およびマンハッタン島の東西沿岸を走る遊歩道との接続とともに加えられた。

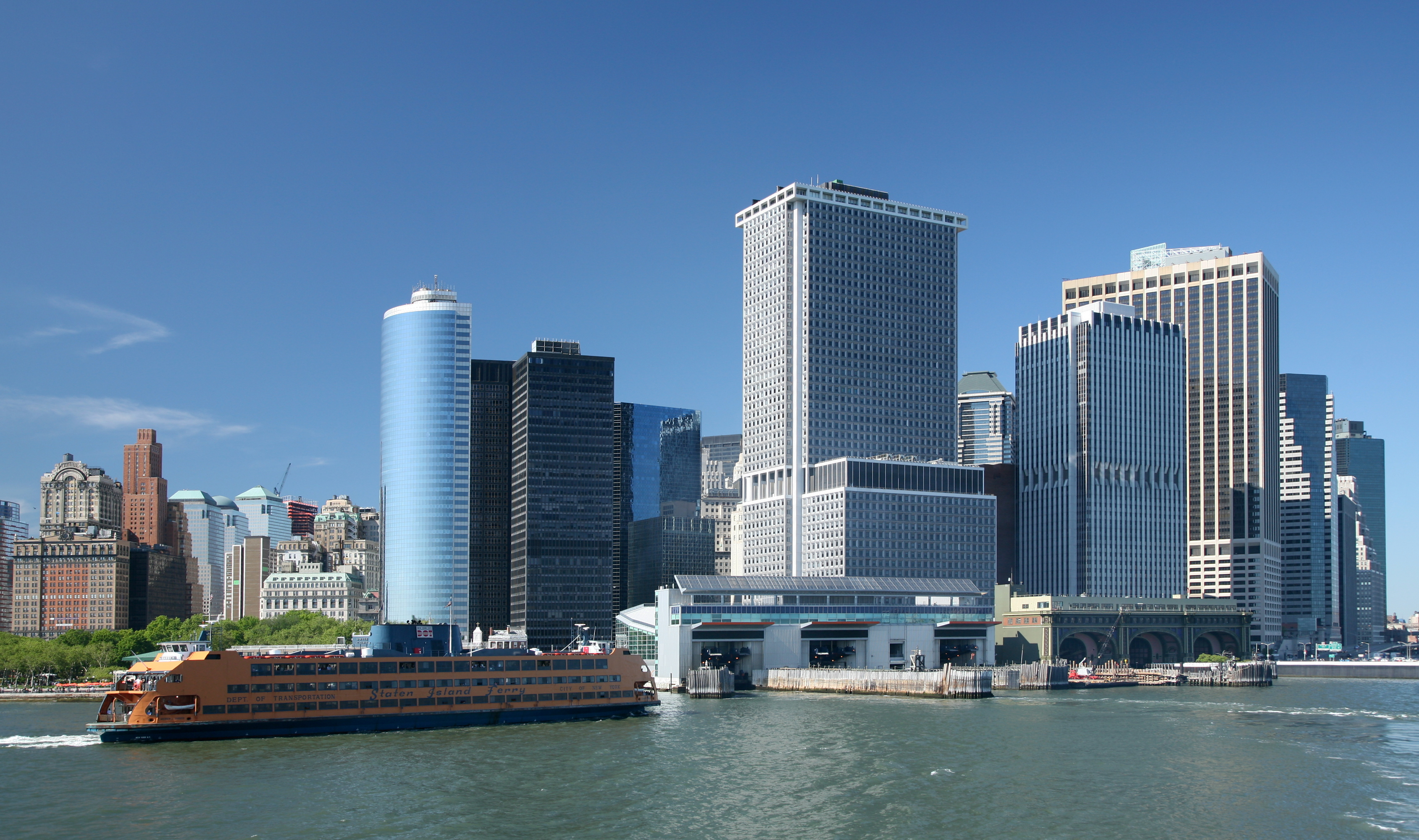
ニューヨーク港から見たターミナル（2008年）

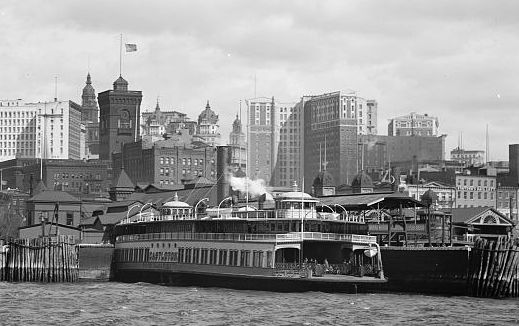
1世紀前のイースト川から見たターミナル（1905年頃）

## 施設
改築されたターミナルはニューヨーク市の建築家フレデリック・シュワルツによって設計された。ロウアー・マンハッタンのバッテリー・パーク内に、ピーター・ミニュイットの名を冠する2-エーカー (8,100 m2)の新しいプラザもこの設計に含まれている。このターミナルは24時間営業しており、一日に100,000以上の利用者を受け入れる。このターミナルとプラザからは、タクシーや地下鉄（1 N R W 系統の列車サウス・フェリー/ホワイトホール・ストリート駅）、バスへのアクセスが提供されており、自転車道およびその他の水上交通へのアクセスもある。
ガラス張りのターミナル内からはロウアー・マンハッタンのパノラマや自由の女神を眺望することができる。
一部のエネルギーはソーラー・パネルから供給される冷暖房が完備されている。このターミナルの総床面積は200,000平方フィート (19,000 m2)で、その内ウェイティング・ルームは19,000-平方フート (1,800 m2)、小売り施設は6,000平方フィート (560 m2)、およびオフィスエリアは10,000平方フィート (930 m2)である。さらに、フェリーの運行やそれに関連する業務をサポートするための10,000平方フィート (930 m2)のエリアがある。ターミナル内には様々な小売り施設があり、さらにニューヨークの非営利組織GrowNYCによる屋内農作物マーケット ("Greenmarket") も開かれている。

### ホワイトホール・クロッシング
"Percent for Art"の取り組みの一部として、ニューヨーク市文化局はミン・フェイによる花崗岩を彫刻したベンチ"Whitehall Crossing"を購入しウェイティング・ルームに設置した。この作品はインディアンがニューヨーク湾をカヌーで横断している様子を象徴しており、三列に蛇行して並べられた28の花崗岩のベンチは人工大理石のフロアを水に見立て、その上に有機的に浮遊しているカヌーをイメージしている。このベンチは機能的であり、アートとして気付かれにくい。そのため、ベンチの利用者は自然とこのアートの参加者となる。
ミン・フェイは、この作品は実際の船出の前の想像上の船出であるとしている。

### ピーター・ミニュイット・プラザ
新しいターミナルとともに、ピーター・ミニュイット・プラザも再構成され、歩道、バス、タクシーへの容易なアクセスを提供している。42の新しい木々や地域活動のための公共空間、ターミナルからストリートへの歩道、タクシー乗降エリア、バス・ループが設計されている。
このプラザの交通上の役割に加えて、"New Amsterdam Plein & Pavilion"というアート、デザイン、園芸を展示するエリアがある。このエリアは"屋外リビングルーム"として計画的・突発的な活動が行われる場所であり、公共の市場や食べ物・情報の展示が周りで行われている。Plein and Pavilionはオランダ人建築家のベン・バン・ベルケルによって設計され、オランダ王国の資金提供により建造された。これはニューヨークの400年記念および「ニューヨークとホラントの永続的な関係」を称えた、オランダからの贈り物となっている。

## ギャラリー

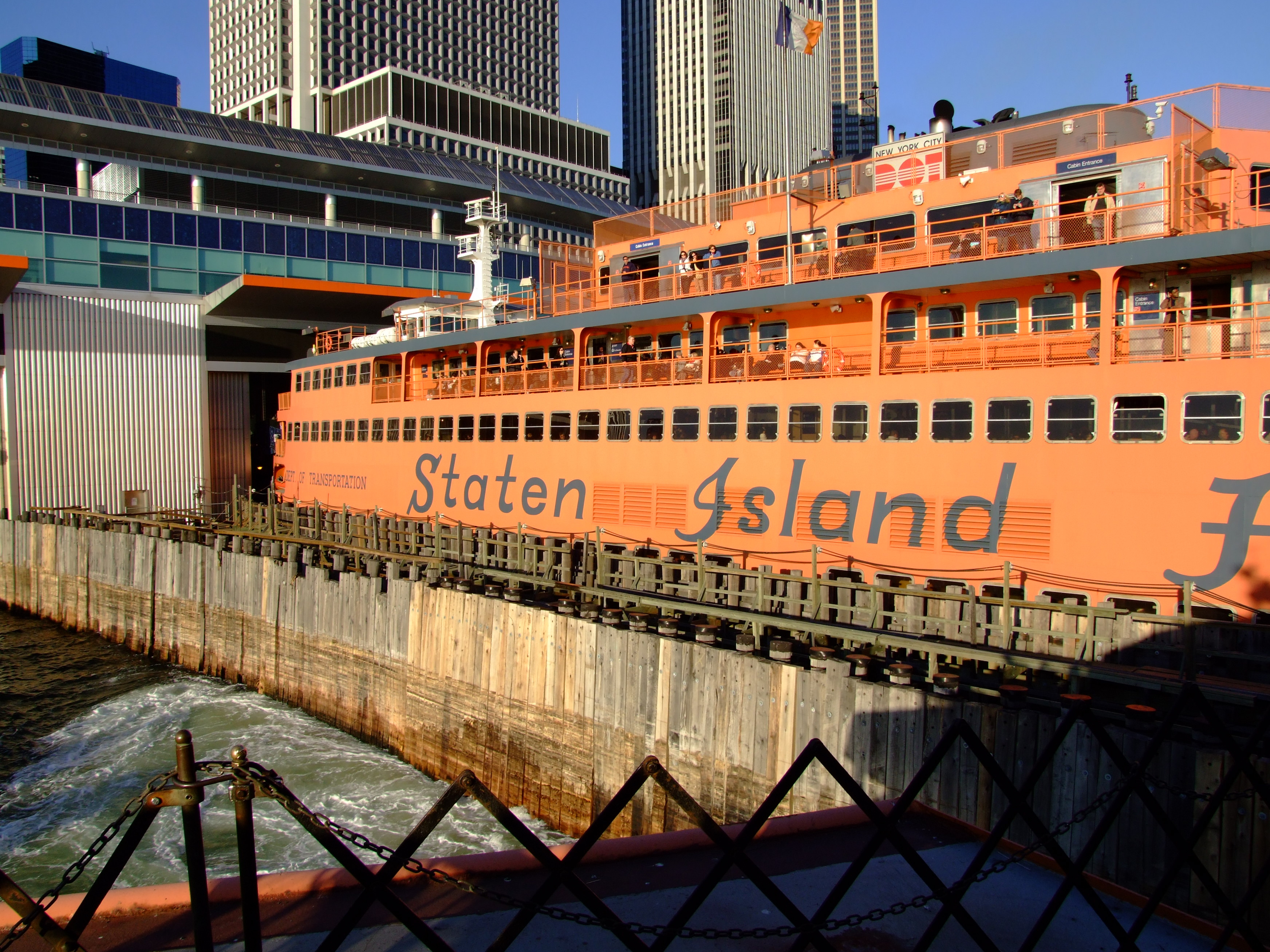
フェリーがターミナル内のドックに入るところ（2008年）
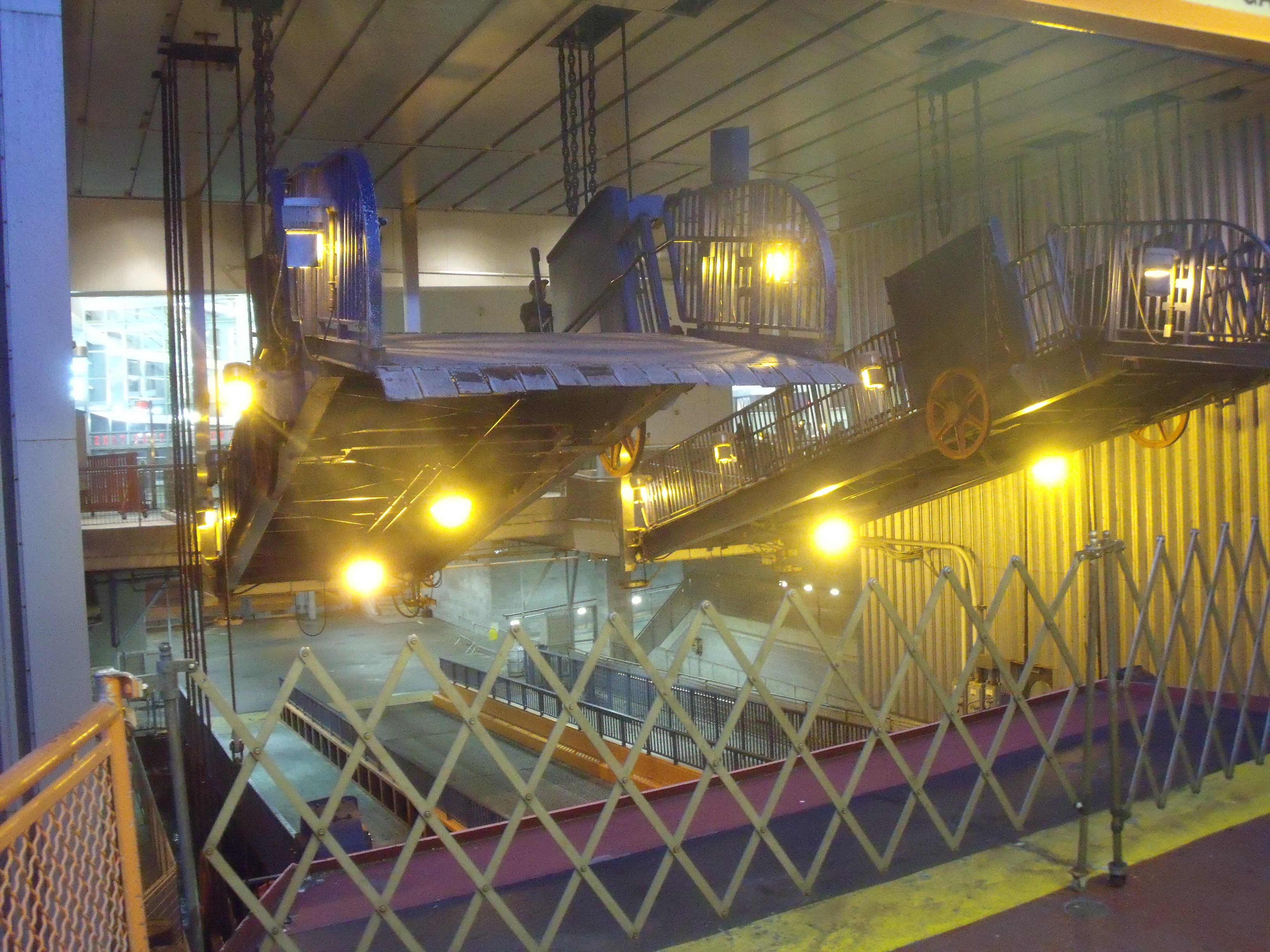
フェリーの停泊所（2009年）
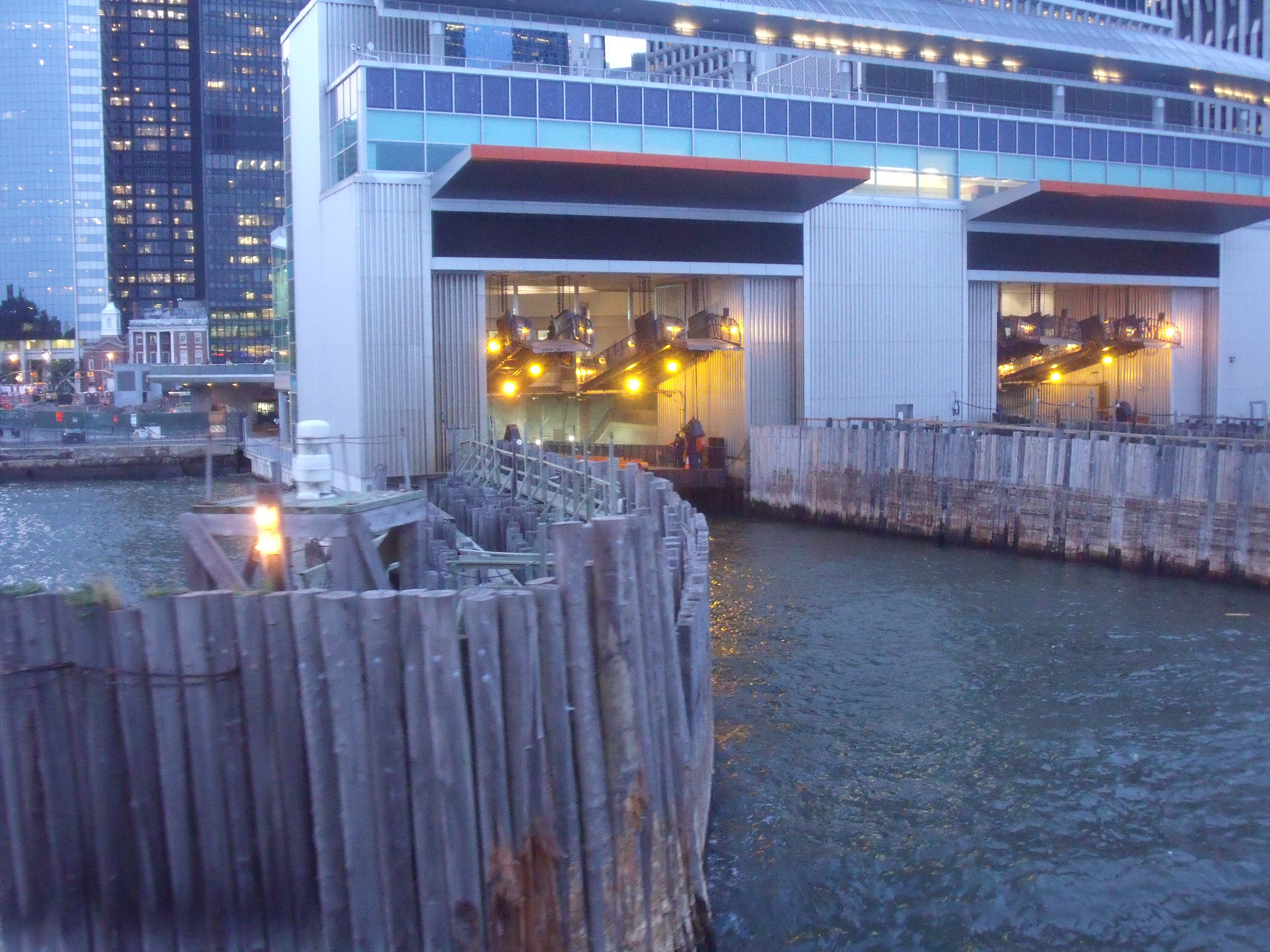
サウス・フェリー停泊所

## 関連項目

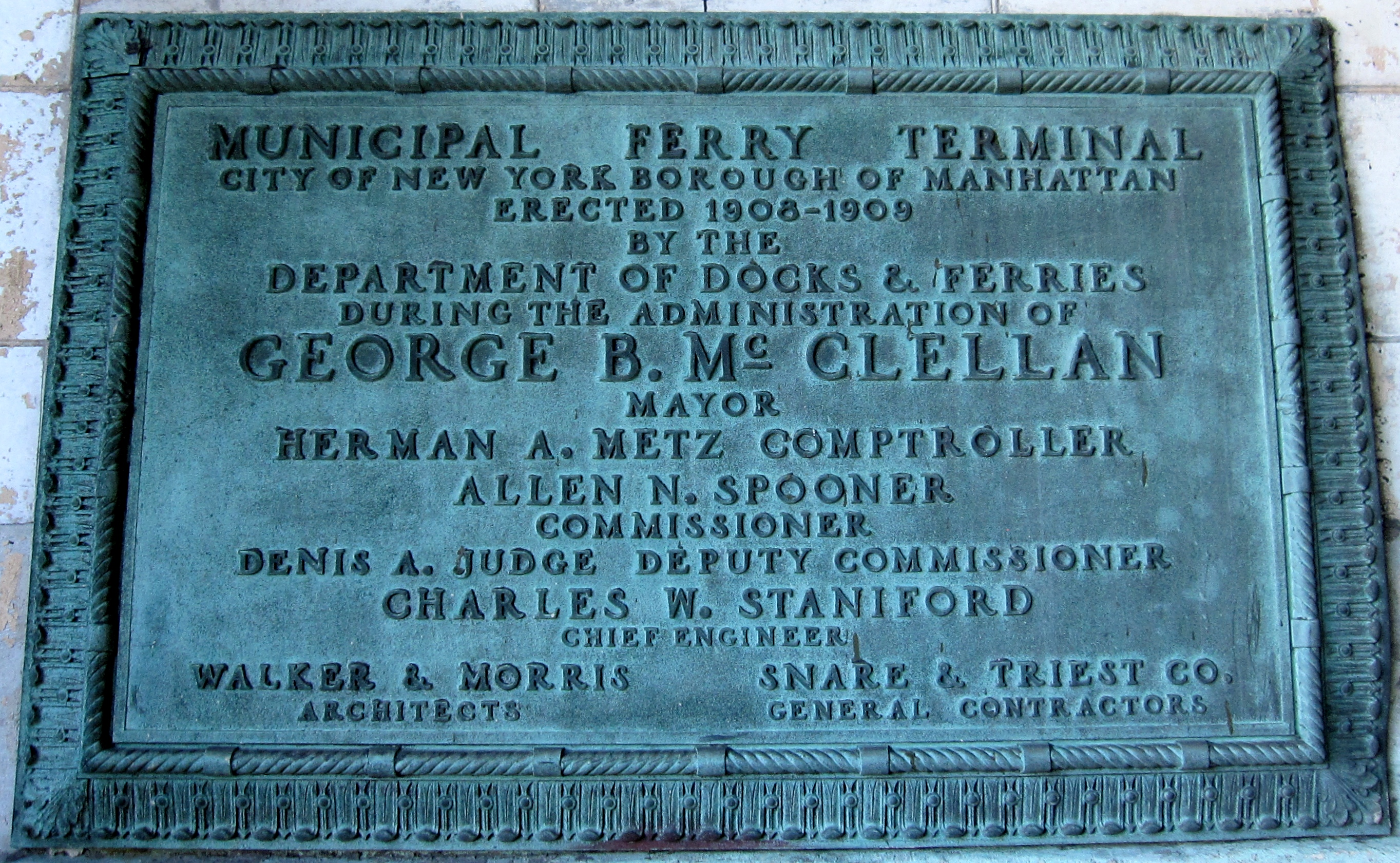
1909年のターミナルの飾り額。